# Лубенский округ
Лубенский округ (укр. Лубенська округа) — единица административного деления Украинской ССР, существовавшая с апреля 1923 по июль 1930 года. Административный центр — город Лубны.
Образован в 1923 году в составе Полтавской губернии. В состав округа вошли территории бывших Лубенского уезда (полностью), Миргородского и Хорольского уездов (частично), а также 1 волость Пирятинского уезда.
В июне 1925 года губернии на Украине были упразднены и округ перешёл в прямое подчинение Украинской ССР.
Округ упразднён в июле 1930, как и большинство округов СССР. Районы переданы в прямое подчинение Украинской ССР.
По данным переписи 1926 года численность населения составляла 568,6 тыс. чел. В том числе украинцы — 96,9 %; евреи — 1,8 %.

## Административное деление
Первоначально округ включал 16 районов: Волчковский, Комышнянский, Лубенский, Миргородский, Оболовянский, Оржицкий, Покровско-Богачанский, Поповский, Родионовский, Сенчанский, Сорочинский, Тарандинцевский, Устивицкий, Хорольский, Чернухинский и Яблоневский.
В 1925 году Устивицкий район был переименован в Багачанский, а Родионовский — в Остапьевский. Вскоре Сорочинский район был переименован в Неуроновский.
13 июня 1930 года к Лубенскому округу были присоединены территории упразднённых Прилукского (полностью) и Роменского (частично) округов.